# Liste des héritiers du trône de Norvège
Pour les articles homonymes, voir Trône (homonymie).
Depuis l’installation de la dynastie des Bernadotte à la tête de la double monarchie suédo-norvégienne en 1818, puis, après la montée sur l’unique trône norvégien des Schleswig-Holstein-Sonderbourg-Glücksbourg en 1905, plusieurs princes ont été les héritiers du trône norvégien.
Les titres francophones de « prince héritier » ou « princesse héritière de Norvège » correspondent en Suède à ceux de kronprins pour les princes et kronprinsesse pour les princesses. L’actuel héritier du trône est le prince Haakon, fils aîné du roi Harald V de Norvège. Sa fille aînée Ingrid-Alexandra, princesse de Norvège devrait devenir la nouvelle princesse héritière lorsque Haakon deviendra roi de Norvège.

## Maison de Bjälbo
Lorsque la ligne du tableau prend la couleur bleu fumée, cela signifie que l’héritier du trône ne porte pas le titre de prince héritier.
| Rang | Portrait                         | Héritier | Période                                           | Roi       | Maison                                                      |
| ---- | -------------------------------- | --- | ------------------------------------------------- | --------- | ----------------------------------------------------------- |
| 1    | [ 1 ]                            | Éric Né le 1339. Mort le 20 juin 1359.                                                                          | 1339 — 15 août 1343 (4 ans)                       | Magnus IV | Maison de Bjälbo (fils de Magnus IV de Suède et de Norvège) |
| 2    | Oluf, prince héritier de Norvège | Oluf Né le décembre 1370 au château d'Akershus (Norvège). Mort le 23 août 1387 au château de Falsterbo (Suède). | décembre 1370 — 29 juillet 1380 (9 ans et 7 mois) | Håkon VI  | Maison de Bjälbo (fils de Håkon VI de Norvège)              |

## Maison de Poméranie
Lorsque la ligne du tableau prend la couleur bleu fumée, cela signifie que l’héritier du trône ne porte pas le titre de prince héritier.
| Rang | Portrait                           | Héritier | Période                                                       | Roi            | Maison                                                                                 |
| ---- | ---------------------------------- | --- | ------------------------------------------------------------- | -------------- | -------------------------------------------------------------------------------------- |
| 1    | [ 3 ]                              | Éric Né le 1382 au château de Rügenwalde (duché de Poméranie). Mort le 3 mai 1459 à Rügenwalde (duché de Poméranie). | 16 février 1388 — 8 septembre 1389 (1 an, 6 mois et 23 jours) | Marguerite Ire | Maison d'Estridsen Maison de Mecklembourg (fils adoptif de Marguerite Ire de Danemark) |
| —    | Bogislaw, prince héritier de Suède | Bogusław, duc de Poméranie Né le 1407. Mort le 7 décembre 1446.                                                      | 1416 — 11 janvier 1436 (20 ans)                               | Éric III       | Maison de Poméranie (cousin germain d'Éric de Poméranie)                               |

## Maison d'Oldenbourg
Lorsque la ligne du tableau prend la couleur bleu fumée, cela signifie que l’héritier du trône ne porte pas le titre de prince héritier.
| Rang | Portrait                                                                   | Héritier | Période                                                         | Roi                | Maison                                                                    |
| ---- | -------------------------------------------------------------------------- | --- | --------------------------------------------------------------- | ------------------ | ------------------------------------------------------------------------- |
| 1    | Olaf, prince héritier de Norvège                                           | Olaf Né le 29 septembre 1450 à Copenhague (union de Kalmar). Mort en 1451 à Copenhague (union de Kalmar).                                                                              | 29 septembre 1450 — 1451 (5 mois et 13 jours)                   | Christian Ier      | Maison d'Oldenbourg (fils de Christian Ier de Danemark, Norvège et Suède) |
| 2    | Knud, prince héritier de Norvège                                           | Knud Né en 1451 dans l'union de Kalmar. Mort en 1455 dans l'union de Kalmar. | 1451 — 1455 (4 ans)                                             | Christian Ier      | Maison d'Oldenbourg (fils de Christian Ier de Danemark, Norvège et Suède) |
| 3    | Jean, prince héritier de Norvège                                           | Jean Né le 2 février 1455 à Aalborg (union de Kalmar). Mort le 20 février 1513 à Aalborg (union de Kalmar).                                                                            | 19 janvier 1458 — 20 juillet 1483 (25 ans, 6 mois et 1 jour)    | Christian Ier      | Maison d'Oldenbourg (fils de Christian Ier de Danemark, Norvège et Suède) |
| 4    | Christian, prince héritier de Norvège                                      | Christian Né le 1er juillet 1481 au château de Nyborg (union de Kalmar). Mort le 25 janvier 1559 au château de Kalundborg (royaume de Danemark et de Norvège).                         | 1489 — 20 février 1513 (24 ans)                                 | Jean               | Maison d'Oldenbourg (fils de Jean de Danemark, Norvège et Suède)          |
| —    | Frédéric, prince héritier présomptif de Norvège                            | Frédéric, Duc de Schleswig-Holstein Né le 7 octobre 1471 à Haderslev (union de Kalmar). Mort le 10 avril 1533 au château de Gottorf (Schleswig-Holstein).                              | 22 juillet 1513 — 21 février 1518 (4 ans, 6 mois et 30 jours)   | Christian II       | Maison d'Oldenbourg (oncle de Christian II de Danemark et Norvège)        |
| 5    | Jean, prince héritier de Norvège                                           | Jean Né le 21 février 1518 à Copenhague (union de Kalmar). Mort le 11 août 1532 à Ratisbonne (Bavière).                                                                                | 21 février 1518 — 20 janvier 1523 (4 ans, 10 mois et 30 jours)  | Christian II       | Maison d'Oldenbourg (fils de Christian II de Danemark, Norvège et Suède)  |
| 6    | Christian, prince héritier de Jean                                         | Christian Né le 12 août 1503 au château de Gottorf (Schleswig-Holstein). Mort le 1er janvier 1559 à Koldinghus (royaume de Danemark et de Norvège).                                    | 20 janvier 1523 — 4 juillet 1534 (11 ans, 5 mois et 14 jours)   | Frédéric Ier       | Maison d'Oldenbourg (fils de Christian de Danemark, Norvège et Suède)     |
| 7    | Frédéric, prince héritier de Norvège                                       | Frédéric Né le 1er juillet 1534 à Haderslev (royaume de Danemark et de Norvège). Mort le 4 avril 1588 à Antvorskov (royaume de Danemark et de Norvège).                                | 1er juillet 1534 — 1er janvier 1559 (24 ans et 6 mois)          | Christian III      | Maison d'Oldenbourg (fils de Christian III de Danemark et Norvège)        |
| —    | Magnus, prince héritier présomptif de Danemark et de Norvège               | Magnus, évêché d'Ösel-Wiek Né le 26 août 1540 au château de Christiansborg (royaume de Danemark et de Norvège). Mort le 18 mars 1583 au château de Piltene (évêché de Courlande).      | 1er janvier 1559 — 12 avril 1577 (18 ans, 3 mois et 11 jours)   | Frédéric II        | Maison d'Oldenbourg (frère de Frédéric II de Danemark et Norvège)         |
| 8    | Christian, prince héritier de Norvège                                      | Christian Né le 12 avril 1577 à Frederiksborg (royaume de Danemark et de Norvège). Mort le 28 février 1648 au château de Rosenborg (royaume de Danemark et de Norvège).                | 12 avril 1577 — 4 avril 1588 (10 ans, 11 mois et 23 jours)      | Frédéric II        | Maison d'Oldenbourg (fils de Frédéric II de Danemark et Norvège)          |
| —    | Ulrik, prince héritier présomptif de Danemark et de Norvège                | Ulrich, prince-évêque de Schleswig Né le 30 décembre 1578 au château de Kolding (royaume de Danemark et de Norvège). Mort le 24 mars 1624 à Rühn (Mecklembourg).                       | 4 avril 1588 — 10 avril 1603 (15 ans et 6 jours)                | Christian IV       | Maison d'Oldenbourg (frère de Christian IV de Danemark et Norvège)        |
| 9    | Christian, prince héritier de Norvège                                      | Christian Né le 10 avril 1603 au château de Copenhague (royaume de Danemark et de Norvège). Mort le 2 juin 1647 au château de Gorbitz (électorat de Saxe).                             | 10 avril 1603 — 2 juin 1647 (44 ans, 1 mois et 23 jours)        | Christian IV       | Maison d'Oldenbourg (fils de Christian IV de Danemark et Norvège)         |
| 10   | Frédéric, prince héritier de Norvège                                       | Frédéric Né le 18 mars 1609 au château de Haderslev (royaume de Danemark et de Norvège). Mort le 9 février 1670 au château de Copenhague (royaume de Danemark et de Norvège).          | 2 juin 1647 — 28 février 1648 (8 mois et 26 jours)              | Christian IV       | Maison d'Oldenbourg (fils de Christian IV de Danemark et Norvège)         |
| 11   | Christian, prince héritier de Norvège                                      | Christian Né le 15 avril 1646 à Flensbourg (duché de Schleswig). Mort le 25 août 1699 à Copenhague (royaume de Danemark et de Norvège).                                                | 28 février 1648 — 9 février 1670 (8 mois et 26 jours)           | Frédéric III       | Maison d'Oldenbourg (fils de Frédéric III de Danemark et Norvège)         |
| —    | Georges, prince héritier de Norvège                                        | Georges Né le 2 avril 1653 à Copenhague (royaume de Danemark et de Norvège). Mort le 28 octobre 1708 à Palais de Kensington, Londres (Grande-Bretagne).                                | 9 février 1670 — 11 octobre 1671 (1 an, 8 mois et 2 jours)      | Christian V        | Maison d'Oldenbourg (frêre de Christian V de Danemark et Norvège)         |
| 12   | Frédéric, prince héritier de Norvège                                       | Frédéric Né le 11 octobre 1671 à Copenhague (royaume de Danemark et de Norvège). Mort le 12 octobre 1730 à Odense (royaume de Danemark et de Norvège).                                 | 11 octobre 1671 — 25 août 1699 (27 ans, 10 mois et 14 jours)    | Christian V        | Maison d'Oldenbourg (fils de Christian V de Danemark et Norvège)          |
| —    | Charles, prince héritier présomptif de Danemark et de Norvège              | Charles, comte de Holstein Né le 26 octobre 1680 au château de Copenhague (royaume de Danemark et de Norvège). Mort le 8 juin 1729 à Copenhague (royaume de Danemark et de Norvège)    | 25 août 1699 — 10 décembre 1699 (3 mois et 15 jours)            | Frédéric IV        | Maison d'Oldenbourg (frère de Frédéric IV de Danemark et Norvège)         |
| 13   | Christian, prince héritier de Norvège                                      | Christian Né le 10 décembre 1699 au château de Copenhague (royaume de Danemark et de Norvège). Mort le 6 août 1746 à Hørsholm (royaume de Danemark et de Norvège).                     | 10 décembre 1699 — 12 octobre 1730 (30 ans, 10 mois et 2 jours) | Frédéric IV        | Maison d'Oldenbourg (fils de Frédéric IV de Danemark et Norvège)          |
| 14   | Frédéric, prince héritier de Norvège                                       | Frédéric Né le 31 mars 1723 au château de Copenhague (royaume de Danemark et de Norvège). Mort le 14 janvier 1766 au château de Christiansborg (royaume de Danemark et de Norvège).    | 12 octobre 1730 — 6 août 1746 (15 ans, 9 mois et 25 jours)      | Christian VI       | Maison d'Oldenbourg (fils de Christian VI de Danemark et Norvège)         |
| 15   |                                                                            | Christian Né le 7 juillet 1745 au château de Copenhague (royaume de Danemark et de Norvège). Mort le 3 juin 1747 au château de Frederiksborg (royaume de Danemark et de Norvège).      | 6 août 1746 — 3 juin 1747 (9 mois et 28 jours)                  | Frédéric V         | Maison d'Oldenbourg (fils de Frédéric V de Danemark et Norvège)           |
| —    | Sophie-Madeleine, princesse héritière présomptif de Danemark et de Norvège | Sophie-Madeleine Née le 3 juin 1746 au château de Christiansborg (royaume de Danemark et de Norvège). Morte le 21 août 1813 au château d'Ulriksdal (Suède).                            | 3 juin 1747 — 29 janvier 1749 (1 an, 7 mois et 26 jours)        | Frédéric V         | Maison d'Oldenbourg (fille de Frédéric V de Danemark et Norvège)          |
| 16   |                                                                            | Christian Né le 29 janvier 1749 au château de Christiansborg (royaume de Danemark et de Norvège). Mort le 13 mars 1808 à Rendsburg (royaume de Danemark et de Norvège).                | 29 janvier 1749 — 14 janvier 1766 (16 ans, 11 mois et 16 jours) | Frédéric V         | Maison d'Oldenbourg (fils de Frédéric V de Danemark et Norvège)           |
| —    | Frédéric, prince héritier présomptif de Danemark et de Norvège             | Frédéric Né le 11 octobre 1753 au château de Christiansborg (royaume de Danemark et de Norvège). Mort le 7 décembre 1805 au château d'Amalienborg (royaume de Danemark et de Norvège). | 14 janvier 1766 — 28 janvier 1768 (2 ans et 14 jours)           | Christian VII      | Maison d'Oldenbourg (frère de Christian VII de Danemark et Norvège)       |
| 17   |                                                                            | Frédéric Né le 28 janvier 1768 au château de Christiansborg (royaume de Danemark et de Norvège). Mort le 3 décembre 1839 au château d'Amalienborg (Danemark).                          | 28 janvier 1768 — 13 mars 1808 (40 ans, 1 mois et 14 jours)     | Christian VII      | Maison d'Oldenbourg (fils de Christian VII de Danemark et Norvège)        |
| —    | Christian, prince héritier présomptif de Danemark et de Norvège            | Christian Né le 18 septembre 1786 au château de Christiansborg (royaume de Danemark et de Norvège). Mort le 20 janvier 1848 au château d'Amalienborg (Danemark).                       | 13 mars 1808 — 16 février 1814 (5 ans, 11 mois et 3 jours)      | Frédéric VI        | Maison d'Oldenbourg (cousin de Frédéric VI de Danemark et Norvège)        |
| 18   |                                                                            | Frédéric Né le 6 octobre 1808 à Copenhague (royaume de Danemark et de Norvège). Mort le 15 novembre 1863 à Glücksburg (Schleswig-Holstein).                                            | 16 février 1814 — 14 août 1814 (5 mois et 29 jours)             | Christian Frédéric | Maison d'Oldenbourg (fils de Christian Frédéric de Norvège)               |

## Maison Bernadotte
Lorsque la ligne du tableau prend la couleur pêche, cela signifie que l’héritier du trône ne porte pas le titre de prince héritier.
| Rang | Portrait                                    | Héritier                                                                                                   | Période                                                         | Roi              | Maison                                                                               |
| ---- | ------------------------------------------- | --- | --------------------------------------------------------------- | ---------------- | ------------------------------------------------------------------------------------ |
| 1    | Charles-Jean, prince héritier de Norvège    | Charles-Jean Né le 26 janvier 1763 à Pau. Mort le 8 mars 1844 à Stockholm.                                 | 4 novembre 1814 — 5 février 1818 (3 ans, 3 mois et 1 jour)      | Charles II       | Maison de Holstein-Gottorp Maison Bernadotte (fils adoptif de Charles II de Norvège) |
| 2    | Joseph-François, prince héritier de Norvège | Joseph-François Né le 4 juillet 1799 à Paris. Mort le 8 juillet 1859 à Stockholm.                          | 5 février 1818 — 8 mars 1844 (26 ans, 1 mois et 3 jours)        | Charles III Jean | Maison Bernadotte (fils de Charles III Jean de Norvège)                              |
| 3    | Charles-Louis, prince héritier de Norvège   | Charles-Louis Né le 3 mai 1826 à Stockholm. Mort le 18 septembre 1872 à Malmö.                             | 8 mars 1844 — 8 juillet 1859 (15 ans et 4 mois)                 | Oscar Ier        | Maison Bernadotte (fils d’Oscar Ier de Norvège)                                      |
| —    | Oscar-Frédéric, prince de Norvège           | Oscar-Frédéric, duc d’Östergötland Né le 21 janvier 1829 à Stockholm. Mort le 8 décembre 1907 à Stockholm. | 8 juillet 1859 — 18 septembre 1872 (13 ans, 2 mois et 10 jours) | Charles IV       | Maison Bernadotte (fils d’Oscar Ier de Norvège)                                      |
| 4    | Oscar-Gustave, prince héritier de Norvège   | Oscar-Gustave Né le 16 juin 1858 à Drottningholm. Mort le 29 octobre 1950 à Drottningholm.                 | 18 septembre 1872 — 26 octobre 1905 (33 ans, 1 mois et 8 jours) | Oscar II         | Maison Bernadotte (fils d’Oscar II de Norvège)                                       |

## Maison de Schleswig-Holstein-Sonderbourg-Glücksbourg
Lorsque la ligne du tableau prend la couleur pêche, cela signifie que l’héritier du trône ne porte pas le titre de prince héritier.
| Rang | Portrait                              | Héritier                                                                | Période                                                           | Roi        | Maison                                               |
| ---- | ------------------------------------- | ----------------------------------------------------------------------- | ----------------------------------------------------------------- | ---------- | ---------------------------------------------------- |
| 4    | Alexandre, prince héritier de Norvège | Olav Né le 2 juillet 1903 à Sandringam. Mort le 17 janvier 1991 à Oslo. | 26 octobre 1905 — 21 septembre 1957 (51 ans, 10 mois et 26 jours) | Haakon VII | Maison de Glücksbourg (fils d’Haakon VII de Norvège) |
| 5    | Harald, prince héritier de Norvège    | Harald Né le 21 février 1937 à Asker.                                   | 21 septembre 1957 — 17 janvier 1991 (33 ans, 3 mois et 27 jours)  | Olav V     | Maison de Glücksbourg (fils d’Olav V de Norvège)     |
| 6    | Haakon, prince héritier de Norvège    | Haakon Né le 20 juillet 1973 à Oslo.                                    | Depuis le 17 janvier 1991 (34 ans, 1 mois et 25 jours)            | Harald V   | Maison de Glücksbourg (fils d’Harald V de Norvège)   |